# San Francisco Days
San Francisco Days – czwarty album studyjny i piąty w ogóle amerykańskiego piosenkarza Chrisa Isaaka wydany w 1993 roku nakładem Reprise Records. Płyta jest dedykowana pamięci Louie Beesona, który był konsultantem muzycznym.

## Lista utworów
Wszystkie piosenki zostały napisane przez Chrisa Isaaka; wyjątki zostały zaznaczone.
1. "San Francisco Days"
2. "Beautiful Homes"
3. "Round 'N' Round"
4. "Two Hearts"
5. "Can't Do a Thing (To Stop Me)" (Isaak, Brian Elliot)
6. "Except the New Girl"
7. "Waiting"
8. "Move Along"
9. "I Want Your Love"
10. "5:15"
11. "Lonely With a Broken Heart"
12. "Solitary Man" (Neil Diamond)

## Twórcy
- Chris Isaak - śpiew, gitara
- James Wilsey - gitara
- Rowland Salley - bas, śpiew
- Kenney Dale Johnson - bębny, śpiew
- Jimmy Pugh - organy Hammond B3 (9)